# Gertruda Borucka
Gertruda Borucka (ur. 17 lutego 1930 w Chodzieży, zm. 2011) – polska robotnica i polityk, posłanka na Sejm PRL VIII kadencji.

## Życiorys
Uzyskała wykształcenie podstawowe. Pracowała w Zakładach Porcelany w Chodzieży. Członek plenum Komitetu Frontu Jedności Narodu. Radna Miejskiej Rady Narodowej i Powiatowej Rady Narodowej w Chodzieży i radna Wojewódzkiej Rady Narodowej w Pile. W 1980 uzyskała mandat posłanki na Sejm PRL VIII kadencji z okręgu Piła, zasiałą w Komisji Handlu Wewnętrznego, Drobnej Wytwórczości i Usług, Rynku Wewnętrznego, Drobnej Wytwórczości i Usług oraz Kultury i Sztuki.
Otrzymała Krzyż Kawalerski Orderu Odrodzenia Polski i Złoty Krzyż Zasługi.
Pochowana na cmentarzu parafialnym w Chodzieży.